# Møbelringen Cup 2008
Møbelringen Cup 2008 var den ottende udgave af kvindehåndboldturneringen Møbelringen Cup og blev afholdt fra den 21. – 23. november 2008 i Oslo, Gjøvik og Lillestrøm i Norge. Norge vandt alle tre kampe og vandt dermed turneringen for tredje gang i træk.

## Resultater
| Dato  | Hold 1  | Hold 2  | Resultat |
| ----- | ------- | ------- | -------- |
| 21.11 | Danmark | Rusland | 27-27    |
| 21.11 | Norge   | Island  | 36-15    |
| 22.11 | Rusland | Island  | 33-20    |
| 22.11 | Norge   | Danmark | 32-25    |
| 23.11 | Island  | Danmark | 22-23    |
| 23.11 | Norge   | Rusland | 33-23    |

| Hold    | Kampe | Mål    | Point |
| ------- | ----- | ------ | ----- |
| Norge   | 3     | 101-63 | 6     |
| Rusland | 3     | 83-80  | 3     |
| Danmark | 3     | 75-81  | 3     |
| Island  | 3     | 57-92  | 0     |

## All-Star hold
- Målmand:   Katrine Lunde Haraldsen (NOR)
- Venstre fløj:    Kari Mette Johansen (NOR)
- Back:  Tonje Larsen (NOR)
- Back:  Rikke Skov (DEN)
- Back:  Irina Poltoratskaya (RUS)
- Højre fløj:   Linn-Kristin Riegelhuth (NOR)
- Stregspiller:  Marit Malm Frafjord (NOR)